# Distrito de Surquillo
El distrito de Surquillo es uno de los cuarenta y tres distritos que conforman la provincia de Lima, ubicada en el departamento homónimo, en el Perú. Limita al norte, con los distritos de San Isidro y San Borja; al este, con el distrito de Santiago de Surco; y al sur y oeste, con el distrito de Miraflores.
Desde el punto de vista jerárquico de la Iglesia católica, forma parte de la Vicaría Episcopal VI de la arquidiócesis de Lima.

## Toponimia
En épocas pasadas, esta parte de Lima ya era conocida como las "Chacras de Surquillo". Actualmente, aún no se ha podido hallar con exactitud el origen de este nombre, aunque se da por cierto que el nombre "Surquillo" es un diminutivo de Surco. Tras la fundación de Lima en 1535, Francisco Pizarro encontró, aparte del curacazgo de Lima, otros señoríos y cacicazgos en la zona, como Rimactampu, Maranga, Carabayllo, Lurigancho, Linche, Surquillo y Surco. Según el investigador e historiador de la Pontificia Universidad Católica del Perú, Juan Luis Orrego Penagos, el origen del nombre Surquillo proviene de la época virreinal, cuando surgió en este lugar una comunidad de indígenas que guardaba semejanzas con el pueblo de Santiago de Surco. A raíz de esto, las autoridades comenzaron a referirse al nuevo asentamiento como Surquillo.

## Historia

### Época prehispánica
Surquillo fue habitado por pobladores de distintas culturas durante la época preincaica. Esto se evidencia al encontrarse pequeñas ruinas preincas como la Huaca La Merced (perteneciente a la cultura Ychma), que data de aproximadamente durante el Intermedio Tardío.

### Época virreinal
Durante la Conquista del Perú, los pobladores de la zona que rodeaban la huaca La Merced fueron posiblemente trasladados a la reducción de Surco debido a su cercanía.
En este periodo, el conquistador, Francisco Pizarro, haciendo uso de una real cédula, el 22 de mayo de 1534 cedió los terrenos de una parte del actual Surquillo (en ese entonces conocido como "Las Chacras de Surquillo") al Convento de Nuestra Señora de la Merced para que lo utilizara como tierras de cultivo.
Finalmente, Surquillo (también conocido como 'Surco Chico') evolucionó como un barrio marginado, poblado principalmente por personas de escasos recursos, ubicado en la ruta que conectaba Lima con San Miguel de Miraflores. Posteriormente surgió la hacienda del mismo nombre, perteneciente a los mercedarios.

### Época republicana

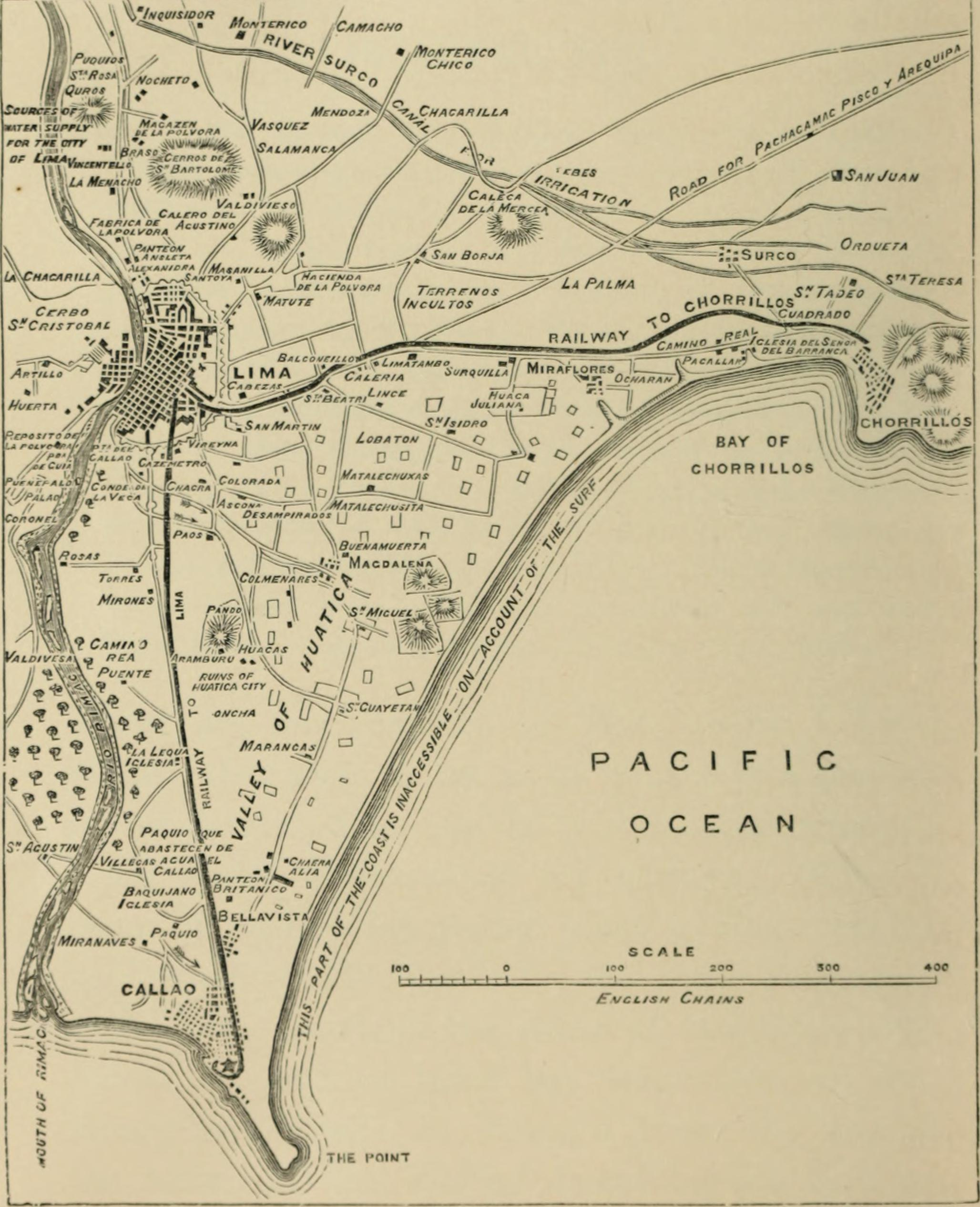
Surquillo en 1873.

El 16 de febrero de 1849, el Convento de la Merced dio en enfiteusis por 150 años los terrenos del fundo al general Manuel Martínez de Aparacio. El 24 de marzo de 1857 el general Manuel Aparacio cedió sus derechos enfitéuticos a don Domingo Porta. Al fallecer Porta, previo juicio declara a sus herederos a sus hijos Arturo, Alfredo, Federico, Victoria, Elena y Gil y a sus nietos el 9 de mayo de 1884. Posteriormente, se siguió un juicio de división y partición al fallecer Victoria Porta Gil.

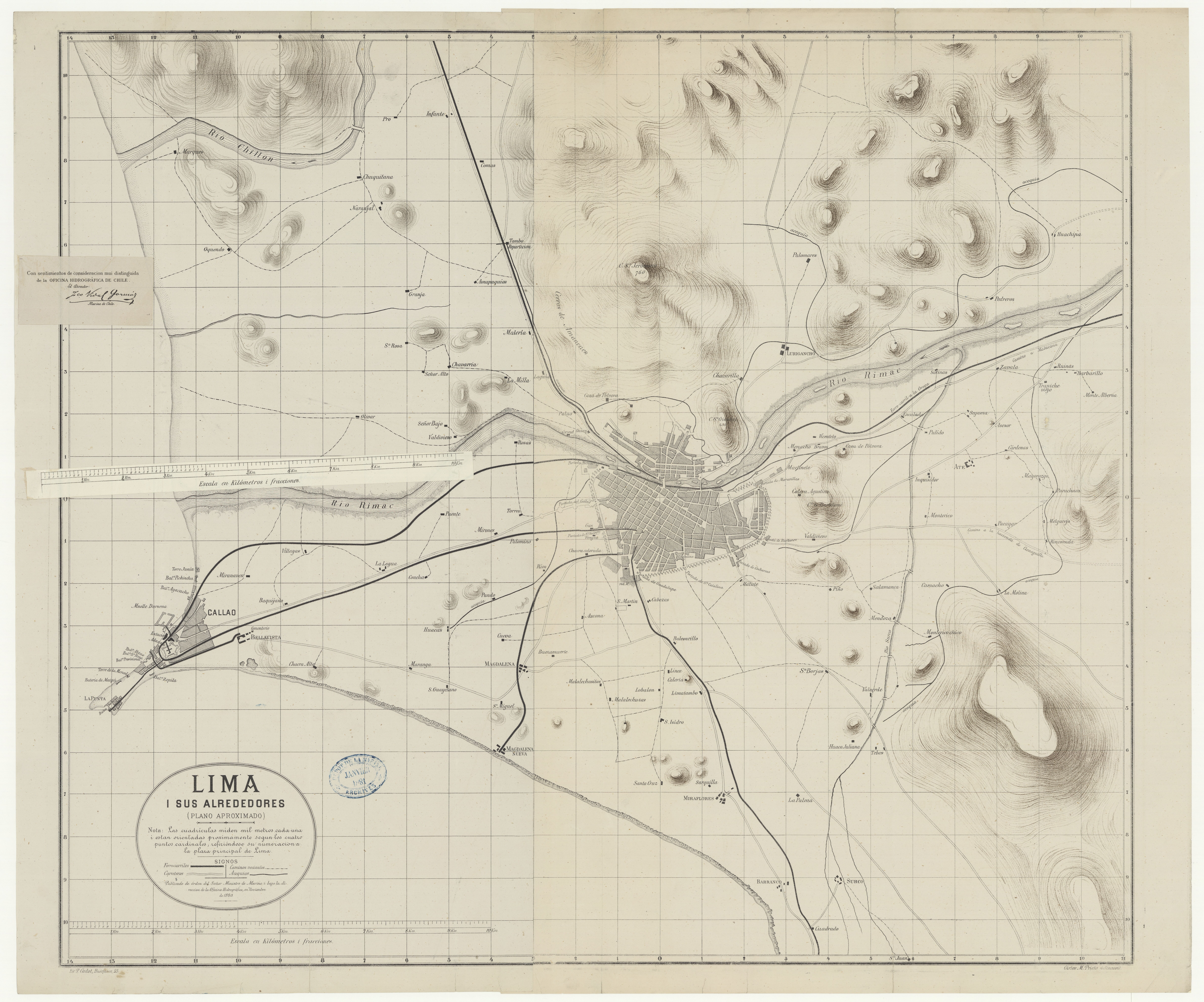
Mapa de Lima y sus alrededores (1880).

Durante la guerra del Pacífico, el presidente Nicolás de Piérola ordenó construir una línea de defensa constituida por fortificaciones denominadas "reductos", para defender la ciudad de Lima de las tropas chilenas invasoras. Entre ellas, se construyó una en Surquillo llamada "Reducto N°5", la cual actualmente se ubica en el parque de nombre homónimo, en la avenida Angamos, cerca al límite con el distrito de San Borja. En dicha fortificación, combatió el Batallón N°8 de la Reserva compuesto por 300 hombres, los cuales pudieron rechazar y detener inicialmente el ataque de las tropas chilenas comandadas por el general chileno Patricio Lynch. Sin embargo, los defensores fueron obligados a evacuar sus posiciones, debido a las tropas chilenas que los sobrepasaron en número y armamento. Finalmente, un soldado peruano con el nombre de Manuel Castañeda hizo volar el reducto, evitando que las tropas chilenas capturaran el arsenal.
El 13 de febrero de 1890; el 19 y 26 de agosto de 1891, respectivamente, los herederos vendieron sus acciones a los copropietarios Arturo y Alfredo Porta. Finalmente, el 7 de octubre de 1891 Alfredo Porta cedió sus bienes a su hermano Arturo, al igual que todos sus derechos del fundo Surquillo, más el potrero llamado La Arena que formaba parte de las tierras de Ocharán.
Después de haber sido cedido los terrenos a otros propietarios por un tiempo prolongado, Tomás Marsano y otras familias adquirieron parte de Surquillo para dedicarlo a la siembra de productos de pan llevar.

#### Urbanización de Surquillo
A principios del siglo XX, Tomás Marsano comenzaría a urbanizar parte de Miraflores y Surquillo, este último con la fundación de la urbanización conocida como "Surquillo" (actualmente denominado Surquillo Viejo), por medio de la Compañía Urbanizadora Surquillo, la cual poseía tierras en esta parte de la capital, incluyendo las haciendas La Calera de La Merced y Primavera.

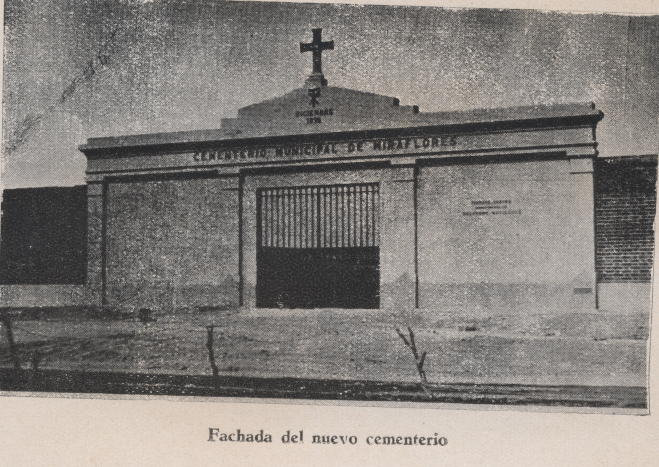
Antigua fachada del Cementerio Municipal de Miraflores (actual Cementerio Municipal de Surquillo).

Sin embargo, la parte de Surquillo se urbanizó de forma distinta a la que se usó en Miraflores. Dicha parte se diseñó con manzanas del mismo tamaño que las de Miraflores, pero con lotes largos, angostos y más económicos. Asimismo, no se trazó ningún parque a diferencia de como sucedió en Miraflores. Estos terrenos se vendieron principalmente a migrantes del sur del país de bajos recursos económicos. Además, no se entregó la habilitación urbana por la que pagaron los habitantes de Surquillo. Según el exalcalde de Miraflores, Eduardo Villena Rey, Tomás Marsano prometió implementar la zona con agua, desagüe, pavimentación y veredas, pero incumplió dicho contrato. Miraflores propuso dotar de servicios básicos al barrio de Surquillo, pero los pobladores se negaron porque creían que eximiría a Tomás Marsano de sus obligaciones como urbanizador. Finalmente, Miraflores llegó a un acuerdo con Tomás Marsano, donde él cedió un terreno de 10 000m2 en el fundo de La Calera de la Merced para la construcción del nuevo cementerio municipal de Miraflores (actual cementerio municipal de Surquillo).
En los primeros años desde su urbanización, se generó la proliferación de callejones estrechos y pequeñas quintas, debido a la tipología de lotes grandes para personas de escasos recursos. Posteriormente, la población de Surquillo creció rápidamente, pasando de 7000 habitantes en 1935 a 40 000 en 1949. Previamente a su urbanización, según el Diccionario geográfico del Perú, Surquillo tenía una población de 120 habitantes en 1922.
En la década de los 30, surgió la aparición de grandes fábricas industriales, debido al hecho de tener un barrio obrero con terrenos de gran tamaño y de bajo costo y a la falta de zonificación de la zona.
En 1940 se construyó el Mercado N°1 en Surquillo (en ese entonces parte de Miraflores), diseñado por el arquitecto Alfredo Dammert Muelle, pensado como un gran mercado de abastos para esta zona de la ciudad.

### Creación del distrito
Antes de 1949, Surquillo perteneció al distrito de Miraflores como el "Fundo de Surquillo", del cual se separaría el 15 de julio de ese mismo año a petición de un grupo de propietarios, durante la presidencia de Manuel Odría, por medio del Decreto Ley N.º 11058 por ser un distrito muy grande para ocuparse de las necesidades de su población cada vez más creciente, como también por no brindar servicios básicos a Surquillo.Los límites establecidos para el distrito fueron los siguientes:

Al Norte con el distrito de San Isidro, partiendo de la intersección de Paseo de la República con la calle Panamá, continúa por la prolongación de esta calle, pasando por el centro del óvalo de Limatambo, sigue con el eje de la prolongación de dicha calle, bordeando el aeropuerto de Limatambo, por el Sur, por el Este y se prolonga hasta su encuentro con la prolongación de la Avenida Javier Prado, por la que torcerá hacia el Este siguiendo dicha prolongación hasta su intersección con la línea del Ferrocarril de Lima a Lurín hasta el río Surco, por cuya margen derecha continúa hasta su intersección con la autopista a Atocongo. Por el Sur y por el Oeste con una línea quebrada que comienza con la intersección de la calle Panamá con el eje del Paseo de la República y sigue hacia el Sur el eje de dicho Paseo hasta su intersección con la Avenida Andrés Avelino Cáceres hasta su intersección con la Av. Panamericana (Roosevelt) continuando por la prolongación de la Av. Cáceres hasta su intersección con la autopista de Atocongo, siguiendo hacia el sur el eje de dicha autopista hasta su intersección con el río Surco.
Gerente de Brigada Manuel A. Odría

Presidente de la Junta Militar de Gobierno

Su delimitación abarcó, además de la urbanización de Surquillo, una parte de la hacienda de Limatambo, La Calera de La Merced y la hacienda de San Borja, actualmente parte del distrito de San Borja, en el cual luego se fundaría la urbanización con el mismo nombre décadas después. En el momento de su creación, Surquillo delimitaba con las urbanizaciones de Limatambo, Miraflores, Benavides La Palma, San Antonio, Tejada (Barranco) y Manrique, que fueron segregados de los distritos de Miraflores y Santiago de Surco.

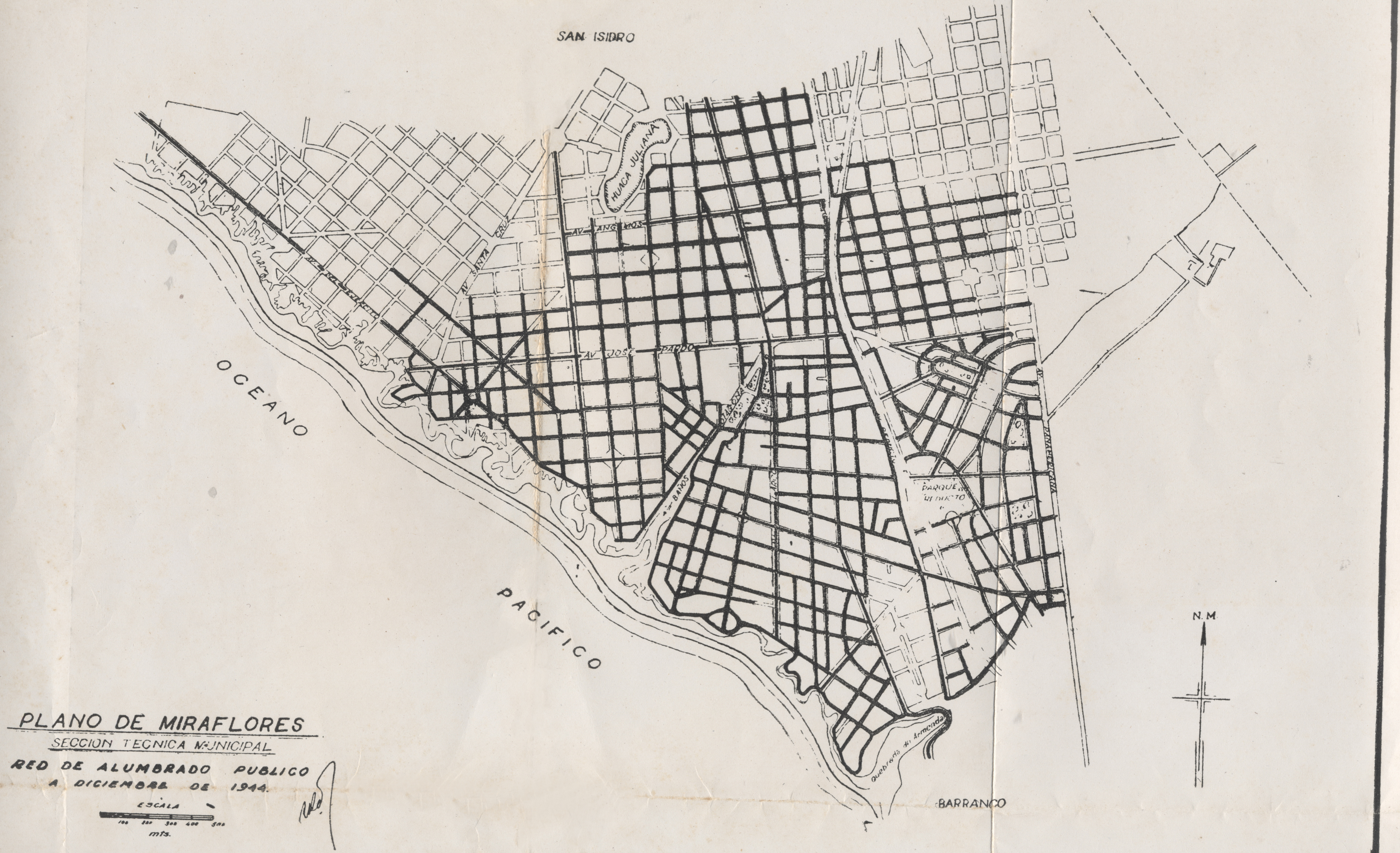
Antiguo plano de Miraflores. Nótese en la parte superior derecha parte actual de Surquillo Viejo. (Diciembre de 1944)

En la década de los 50, ocurrió la ocupación informal de Casas Huertas, los cuales originalmente eran campos de cultivo que, finalmente, los nuevos propietarios los convirtieron en conventillos para alquiler. Tiempo después, se consolidaría esta parte con una disposición de grandes manzanas y estrechos callejones. La venta de terrenos pequeños y la urbanización de tipo callejón sin ningún título de propiedad propiciaron la consolidación del barrio como una "barriada". Asimismo, en los años 60s se consolidaría la invasión de Villa Victoria.Por otro lado, dada a la concentración de la población y la aparición de las denominadas "barriadas", a su vez que la aparición  del fenómeno de violencia urbana donde aparece el apodo de "Chicago Chico", término que aumentó la mala fama de Surquillo y lo situara como distrito inelegible como residencia.
Varios años después, el fundo de La Calera se comenzó a urbanizar en 1968 a través de pequeñas urbanizaciones de grupos empresariales. Se fundarían nuevas urbanizaciones como Jorge Chávez (1970), Los Sauces (1974), El Pedregal, La Calera de la Merced, VIPEP, Los Jardines de Higuereta, Las Orquídeas, entre otros.

### Época del terrorismo en el Perú

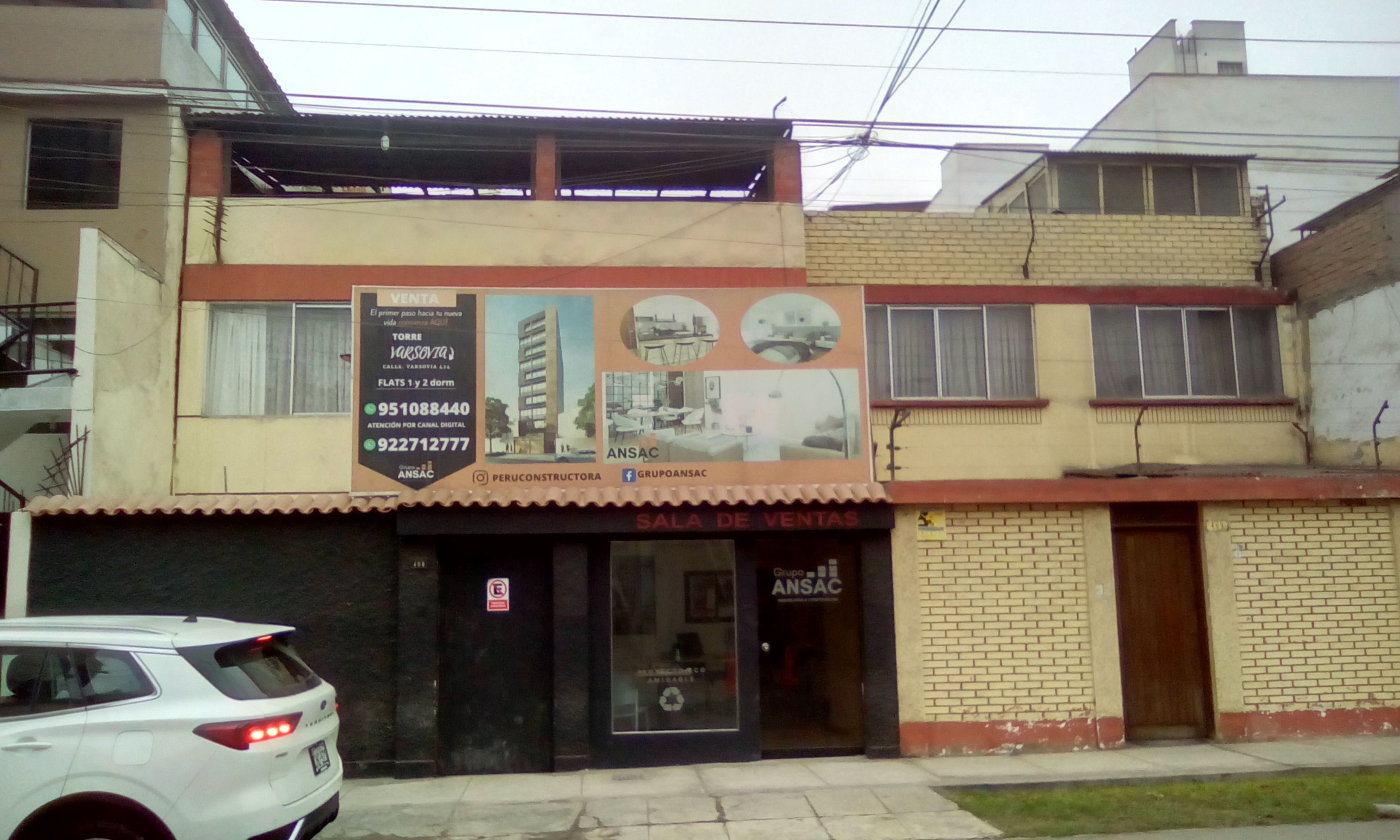
Fachada de la antigua casa donde fue capturado Abimael Guzmán.

En junio de 1992, durante la Época del terrorismo en el Perú, se produjo la Operación Huascaura, en la que integrantes del GEIN capturaron a Luis Alberto Arana Franco, conocido como "Sotil". En su interrogatorio, Arana Franco delató la ubicación de Abimael Guzmán.

«El auto lo conducía una pituca miraflorina (en referencia a Maritza Garrido-Lecca), me vendaron los ojos. El "presidente Gonzalo" me pidió que alquilara una casa en la Urbanización Los Sauces, Surquillo. Y  al día siguiente acudí allí. De pronto vi bajar de un auto a la misma pareja que me había llevado a reunirme con Abimael y me fui».

En julio, agentes del GEIN se habían instalado al frente de la casa la cual era el refugio de Abimael Guzmán. Dicha casa perteneció a un coronel de la Policía de Investigaciones del Perú. Tras dos meses de vigilancia y seguimiento, el 12 de septiembre a las 5 y 30 de la tarde, agentes del GEIN irrumpieron en el inmueble, capturando así a Abimael Guzmán, líder y fundador de Sendero Luminoso y a otros integrantes de la organización terrorista.

### Actualidad
De igual manera, durante los 90s el distrito comenzó a migrar de fábricas y grandes industrias a una mayor cantidad de servicios. Dicho proceso se terminó de realizar en los años 2000, cuando la mayoría de fábricas se reubicaron en las periferias. Actualmente el distrito está enfocado hacia el sector gastronómico con la consolidación de restaurantes. Asimismo, se ha consolidado el sector comercial dentro del distrito, destacando la inauguración del centro comercial Open Plaza Angamos en 2010.

### Recorte territorial

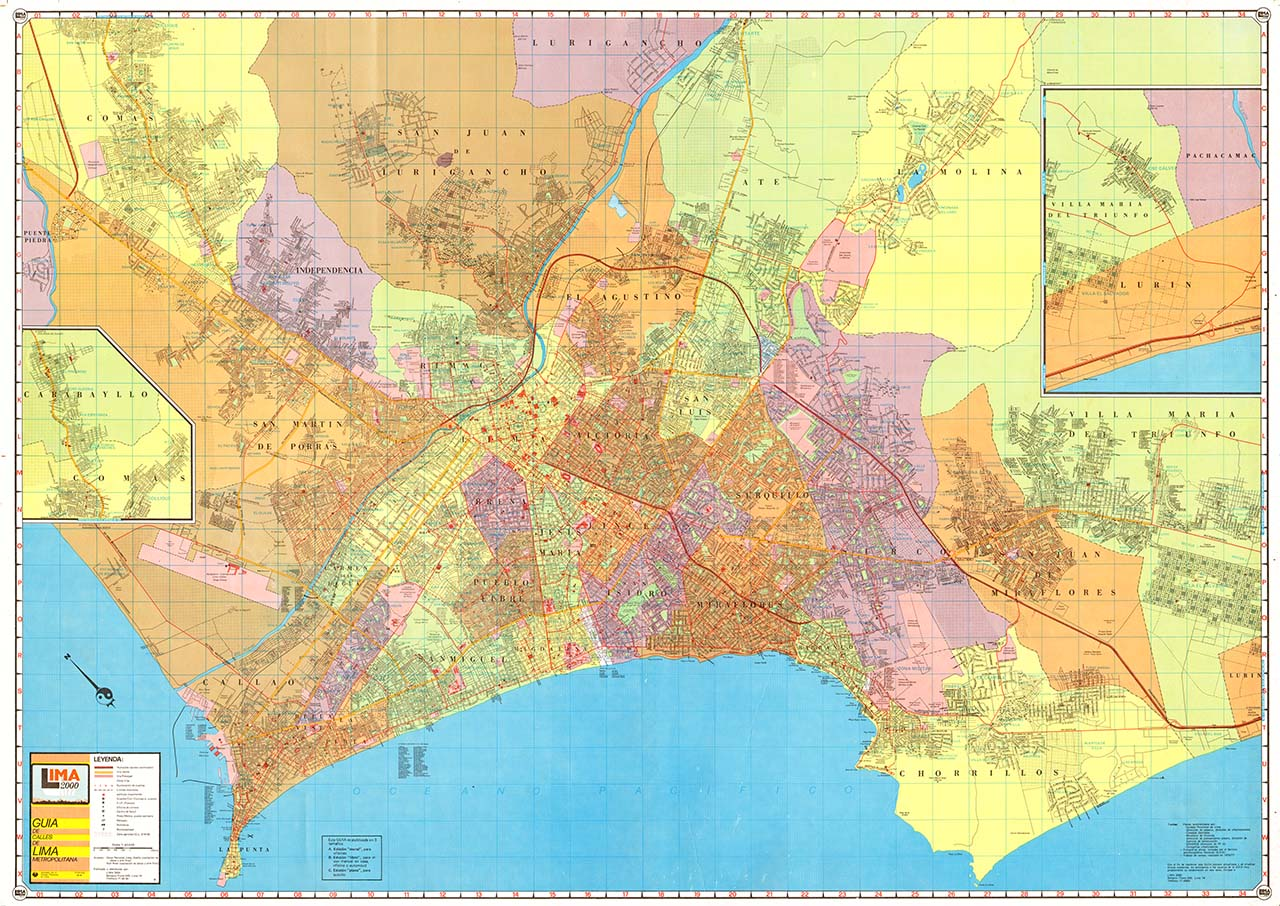
Surquillo en el mapa de Lima Metropolitana de 1977, antes de la creación de San Borja.

El 1 de junio de 1983, durante el segundo gobierno de Fernando Belaúnde, Surquillo perdería más de la mitad de su territorio, debido a la creación del distrito de San Borja, mediante la Ley N.º 23604. San Borja estableció sus límites entre las avenidas Canadá, Circunvalación, la carretera Panamericana Sur, y las avenidas Primavera - Angamos, Miguel Iglesias, José Gálvez Barrenechea y Guardia Civil. El nuevo distrito se segrega del distrito de Surquillo, y a la vez, absorbe territorios de los distritos de Santiago de Surco y San Luis.

## Geografía y límites distritales

### Ubicación
El distrito de Surquillo se ubica al oeste de la ciudad de Lima, formando parte de la subregión denominada Lima Centro. Cuenta con una superficie de 4.49 km², lo cual lo hace uno de los distritos más pequeños de la provincia de Lima. Mientras que, su altura media es de 105 m s. n. m.

### Límites
Limita al norte con el distrito de San Isidro, mediante las calles 3 Sur y 32. Luego, limita también al norte, con el distrito de San Borja, a través de las avenidas José Gálvez Barrenechea, Miguel Iglesias y Angamos Este. Posteriormente, limita al este y sureste con el distrito de Santiago de Surco, por medio de la avenida El Sauce, la avenida Intihuatana y la calle Gerona, siguiendo el trayecto del río Surco. Después, limita al sur, con el distrito de Miraflores mediante la avenida Tomás Marsano, y las calles Alejandro Deustua y Juan José Calle. Seguidamente, el límite continúa a través de la avenida Manuel Arce de Oliva, la calle Manuel Almenara, y las avenidas Roca y Boloña, República de Panamá, Andrés Avelino Cáceres y Ricardo Palma. Posteriormente, el límite continúa hacia el oeste, por medio de la avenida Paseo de la República. Y finalmente, limita al noroeste, también con el distrito de San Isidro, mediante la avenida Andrés Aramburú.
| Noroeste: Distrito de San Isidro | Norte: Distrito de San Isidro / Distrito de San Borja | Nordeste: Distrito de San Borja        |
| Oeste: Distrito de Miraflores    |                                                       | Este: Distrito de Santiago de Surco    |
| Suroeste: Distrito de Miraflores | Sur: Distrito de Miraflores                           | Sureste: Distrito de Santiago de Surco |

## Hitos y estructura urbana

El Edificio Morar es uno de los edificios más altos de Lima y el Perú.

Surquillo es un distrito que limita con distritos de clase alta y media alta. Es por ello, que muchas inmobiliarias han puesto su interés en el distrito para la edificación de viviendas multifamiliares.
La zona trapezoidal que vendría a ser la parte norte y la más conocida del distrito, es la parte más poblada de Surquillo; allí conviven la zona antigua de Surquillo con urbanizaciones populares como Villa Victoria o Casas Huertas; sin embargo, es la parte más activa comercialmente y cada vez más desarrollada. Esta zona también se caracteriza por la falta de áreas verdes, así como también por los altos índices de delitos cometidos en esta parte del distrito, lo cual genera que Surquillo sea visto como un distrito muy peligroso. Por otro lado, en 2023, la Municipalidad de Surquillo ganó un proyecto de priorización de la movilidad peatonal y ciclista por medio de la implementación de supermanzanas, promovido por la Municipalidad de Lima y el Banco Mundial, el cual intervendría en el cuadrante comprendido entre los jirones Santa Rosa, El Carmen, José Manuel Iturregui y las avenidas República de Panamá y Andrés Avelino Cáceres, con el objetivo de recuperar los espacios públicos y promover la movilidad sostenible.
Las zonas de Barrio Médico (contigua al distrito de Miraflores) y Limatambo (contigua a los distritos de San Isidro y Miraflores), constan de parques, casas amplias y edificios modernos habitados por personas de nivel socioeconómico alto, con una mejor situación económica que los vecinos de otras áreas del distrito. Siendo este punto, lo que representa a la parte más moderna del distrito. Asimismo, sus conjuntos habitacionales fueron generalmente diseñados para personas solteras o parejas recién casadas, por la mínima cantidad de metros cuadrados. Cabe destacar que la urbanización de Limatambo, desde hace casi 20 años, las viviendas que radican en dicho lugar han empezado a hundirse debido al terreno inestable. Esto sucede debido a que las edificaciones fueron construidas sobre los terrenos de una antigua cantera, la cual fue rellenada con desmonte sanitario y de construcción, este último cuando se construyó la Vía Expresa Paseo de la República. Los terrenos fueron vendidos a antiguos empleados del Banco de la Vivienda, los cuales construyeron en la zona sin realizar algún estudio sobre el suelo del área.
Asimismo, se encuentra la zona triangular contigua a los distritos de San Borja, Santiago de Surco y Miraflores, que también es una zona residencial de nivel socioeconómico alto, donde su distribución se asemeja un poco a sus distritos limítrofes. Esta zona tiene como principales arterias a las avenidas Angamos Este, Tomás Marsano, Aviación, Principal y Manuel Villarán, siendo sus principales urbanizaciones La Calera de la Merced, El Pedregal, Los Sauces y Vipep, ocupando la parte sur del distrito. Además, se ubican negocios ubicados a lo largo de la avenida Manuel Villarán, Angamos y Aviación, estando ubicados en zonas comerciales.

### Instituciones educativas
El distrito cuenta con colegios como el histórico de Surquillo, el GUE Ricardo Palma (construido durante el gobierno del presidente Manuel A. Odría), colegios privados como Sor Querubina de San Pedro-Los Sauces, Santa María Reyna-La Calera, San José de Cluny-Limatambo, San Vicente de Paúl-Surquillo Viejo y estatales como el C.E.N 7022 "Albert Einstein"-La Calera y la I.E. 7014 Vasil Levski-Los Sauces.

### Edificaciones principales
Cuenta con 3 mercados modelo (del que destaca el Mercado N°1 por su variedad gastronómica), un cementerio, un edificio de la juventud, 35 parques y un estadio municipal. Sus templos católicos principales son San Vicente de Paúl, Jesús Obrero, Nuestra Señora de la Evangelización y Santa María de Nazareth.

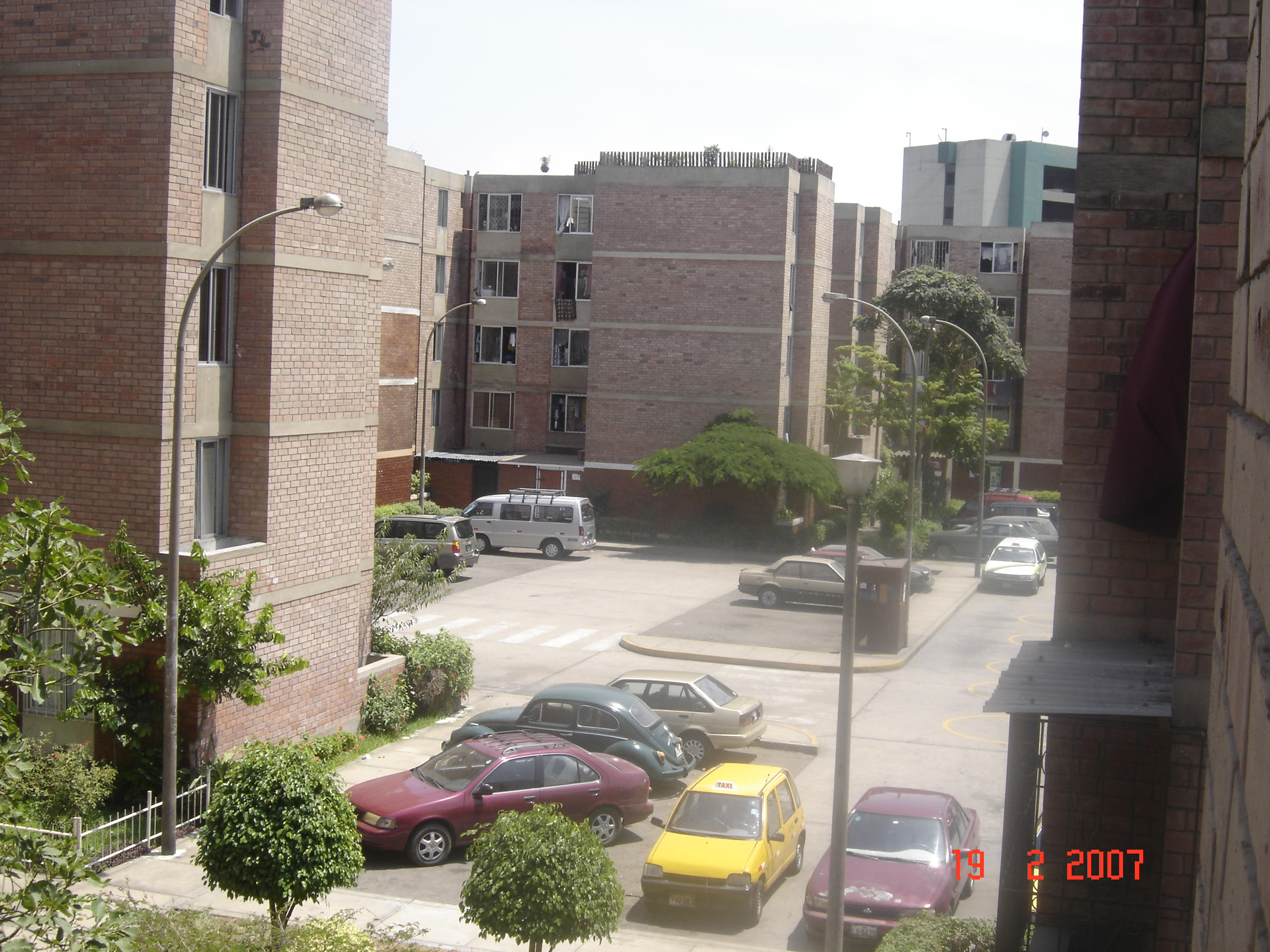
Residencial Alfredo Dammert Muelle, construida durante el segundo gobierno del presidente Fernando Belaúnde Terry.

En 1984, se construyó el conjunto habitacional Alfredo Dammert Muelle, construida por la ENACE (Empresa Nacional de Edificaciones) e impulsado por el gobierno de Fernando Belaúnde Terry, donde se ubicó el depósito de la red de tranvías de Lima hasta su desaparición en 1965, y de la cual se levantaba una parte del antiguo Convento de La Merced. Esa obra dio inicio a las demás construcciones de residenciales y condominios, utilizando los terrenos de fábricas antiguas de vidrio que radicaban en esa zona.
También, se encuentra la Residencial San Pedro (al frente del parque Morococha o "Paul Harris") ubicada en la cuadra 13 del jirón San Pedro, que consta de 7 pasajes siendo los más antiguos (1, 2 y 3) los pioneros en presentar una arquitectura moderna, gracias al diseño de arquitectos canadienses en la década de los años 1970.

### Instalaciones principales

Sede del Instituto Nacional de Enfermedades Neoplásicas.

En el distrito se ubica la sede principal de Mibanco, una sede de Telefónica, el Instituto Geográfico Nacional del Perú (IGN), la sede central de OSITRAN, el Instituto Nacional de Enfermedades Neoplásicas y la Facultad de Ciencias de la Comunicación, Turismo y Psicología de la Universidad de San Martín de Porres, así como también el nuevo campus en construcción de la Universidad Científica del Sur.
Asimismo, en el siglo XX, han existido plantas y fábricas de bebidas gaseosas, textiles, etc. Hoy en día, funcionan ferreterías, supermercados y extensos centros comerciales como el Open Plaza Angamos (inaugurado en 2010), Metro, Cassinelli, Plaza Hogar, Maestro, Sodimac, Tottus, entre otros. A su vez, en las zonas comerciales se encuentran distintos negocios y tiendas como Tambo+, Listo!, entre otros.

### Lugares de interés

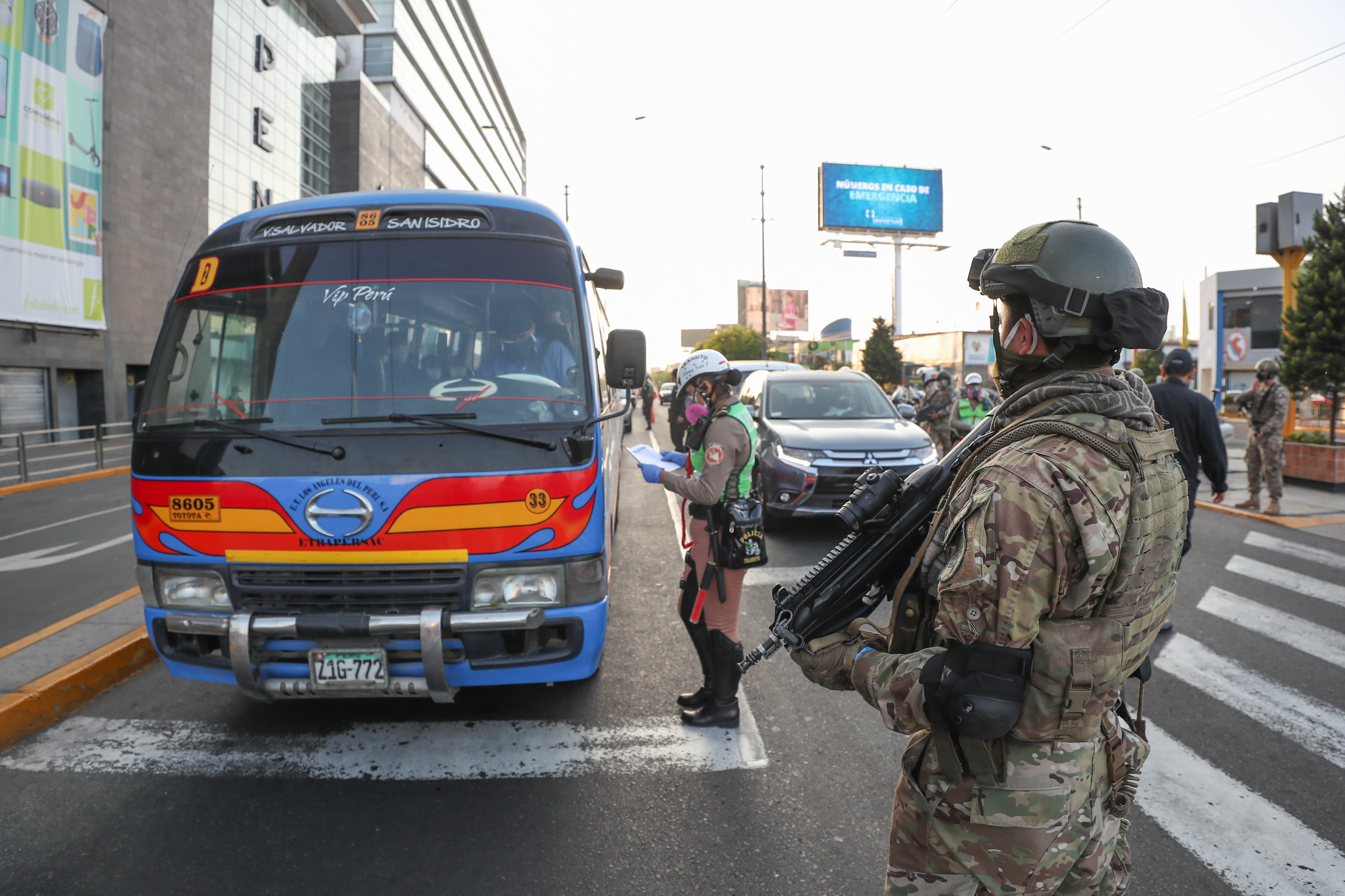
Open Plaza Angamos en el margen izquierdo.

En Surquillo se encuentran varios lugares de interés, de los que destacan:
- Parque Reducto n.° 5
- Parque Héroes de la Paz
- Mallplaza Angamos (anteriormente Open Plaza Angamos)
- Mercado N.° 1
- Huaca La Merced

### Boominmobiliario
Desde inicios de la década de los 2000 e inicios de la década de los 2010, y en mayor medida en la actualidad, ha sucedido un boom inmobiliario considerable dentro de Surquillo, en la que muchas inmobiliarias residenciales han invertido en nuevos proyectos de edificios residenciales en varios puntos del distrito debido a la modificación de los parámetros urbanísticos y edificatorios en el distrito. Por ello, se han construido muchos edificios residenciales de grandes altitudes en distintos puntos como lo son las zonas adyacentes a las avenidas Principal y Andrés Aramburú, así como partes de urbanizaciones como La Calera, Barrio Médico, Los Sauces, y recientemente a lo largo del recorrido de la avenida Tomás Marsano en el límite con el distrito de Miraflores y tramos de la avenida Angamos. Esto también trajo consigo la revalorización de los precios de las viviendas en varias partes del distrito.

## Demografía
En 2023, Surquillo poseía una población aproximada de 104 832 habitantes y una densidad poblacional de 29 863,3 habitantes por km2, haciendo de este el distrito más densamente poblado de Lima Metropolitana y del Perú. Está habitado por un 50,2% de familias de un estrato socioeconómico alto, con ingresos superiores a los 2400 soles. Mientras que, el porcentaje restante corresponde a familias de nivel socioeconómico medio alto y medio. En 2019, su índice de desarrollo humano fue de 0,8171, siendo el décimo distrito de Lima con mayor IDH.
| Gráfica de evolución demográfica de Surquillo entre 1993 y 2023 |
|                                                                 |
| Fuentes: Población 1993, 2007, 2017 y 2023.                     |

### Barrios y urbanizaciones
Surquillo está conformado por los siguientes barrios y urbanizaciones:

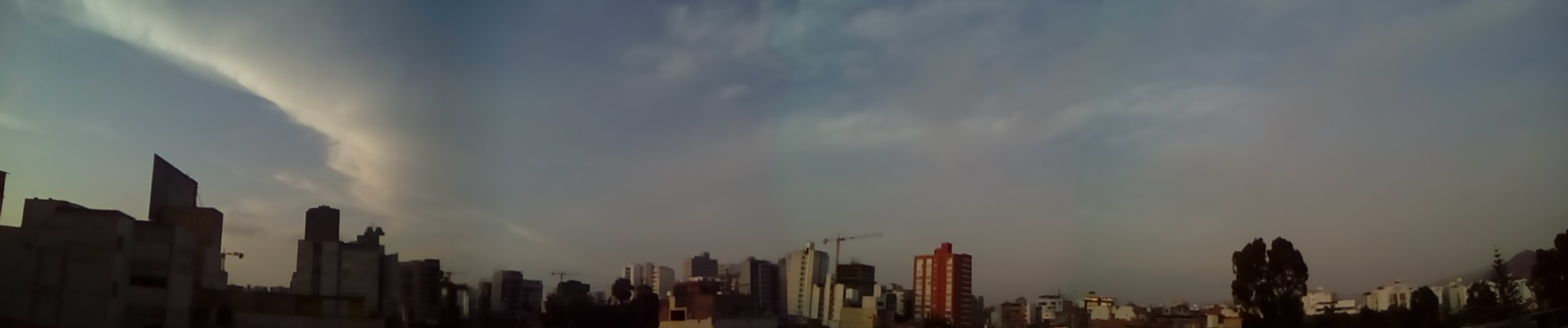
Vista panorámica de Los Sauces y La Calera de la Merced durante el atardecer.

- El Aeropuerto
- Aurora Este
- Casas Huertas
- San Atanacio del Pedregal
- Reducto N°3
- Barrio Médico
- CAPEBCO
- Reducto LTDA. 208
- Obreros Municipales de Surquillo
- COPERVIDE
- El Carmen
- El Cóndor
- El Pedregal
- Fernando Munayco
- Jorge Chávez
- La Calerita
- Las Orquídeas
- La Calera de la Merced
- La Calera de Monterrico
- Residencia San Pedro
- Limatambo
- Los Jardines de Higuereta
- Los Sauces
- Los Sauces II-Emadi Perú
- Luis Rebaza Cordava
- Doña Tomasita
- Primavera de Monterrico
- APROVISSOP
- Dammert Muelle
- Surquillo Antiguo
- Trabajadores Telefónicos
- Villa Victoria
- Vipep
- Yarasca
- La Merced
- Suc. Kiey Sueyoshi
- El Sauzal/La Aurora
- General I. Recavarren

## Autoridades

### Municipales

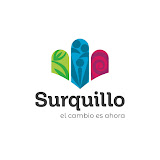
Escudo usado por la administración de la alcaldesa Cintia Loayza.

| Cargo     | Autoridad electa          | Partido político | Partido político         |
| --------- | ------------------------- | ---------------- | ------------------------ |
| Alcaldesa | Cintia Loayza Álvarez     |                  | Renovación Popular       |
| Regidor   | Manuel Franco Tragodara   |                  | Renovación Popular       |
| Regidora  | Patricia Manrique Levano  |                  | Renovación Popular       |
| Regidor   | Mario Tarazona Luna       |                  | Renovación Popular       |
| Regidor   | José Guillian Oliver      |                  | Renovación Popular       |
| Regidora  | Sandra Ochoa Rivera       |                  | Renovación Popular       |
| Regidor   | Pablo Guillén Lloclla     |                  | Renovación Popular       |
| Regidora  | Gloria Retamozo Candia    |                  | Alianza para el Progreso |
| Regidor   | Miguel Ángel Ccamac Ortiz |                  | Somos Perú               |
| Regidora  | Ana Romero Salazar        |                  | Podemos Perú             |

### Organización municipal
La Municipalidad Distrital de Surquillo se organiza de la siguiente manera:
- Gerencia Municipal
- Secretaría General
- Gerencia de Planeamiento, Presupuesto y Cooperación Internacional
- Gerencia de Asesoría Jurídica
- Gerencia de Administración y Finanzas
- Gerencia de Estadística e Informática
- Gerencia de Rentas
- Gerencia de Desarrollo Urbano
- Gerencia de Protección del Medio Ambiente
- Gerencia de Desarrollo Empresarial
- Gerencia de Desarrollo Social, Educación y Juventudes
- Gerencia de Seguridad Ciudadana

### Agencias municipales
- Sede principal: Manuel Irribarren N° 155, Surquillo.[50]

## Transporte
El distrito de Surquillo cuenta con distintos tipos de transporte, como el Metropolitano, la proyectada línea 6 del Metro de Lima y Callao, entre otros.

### Metropolitano

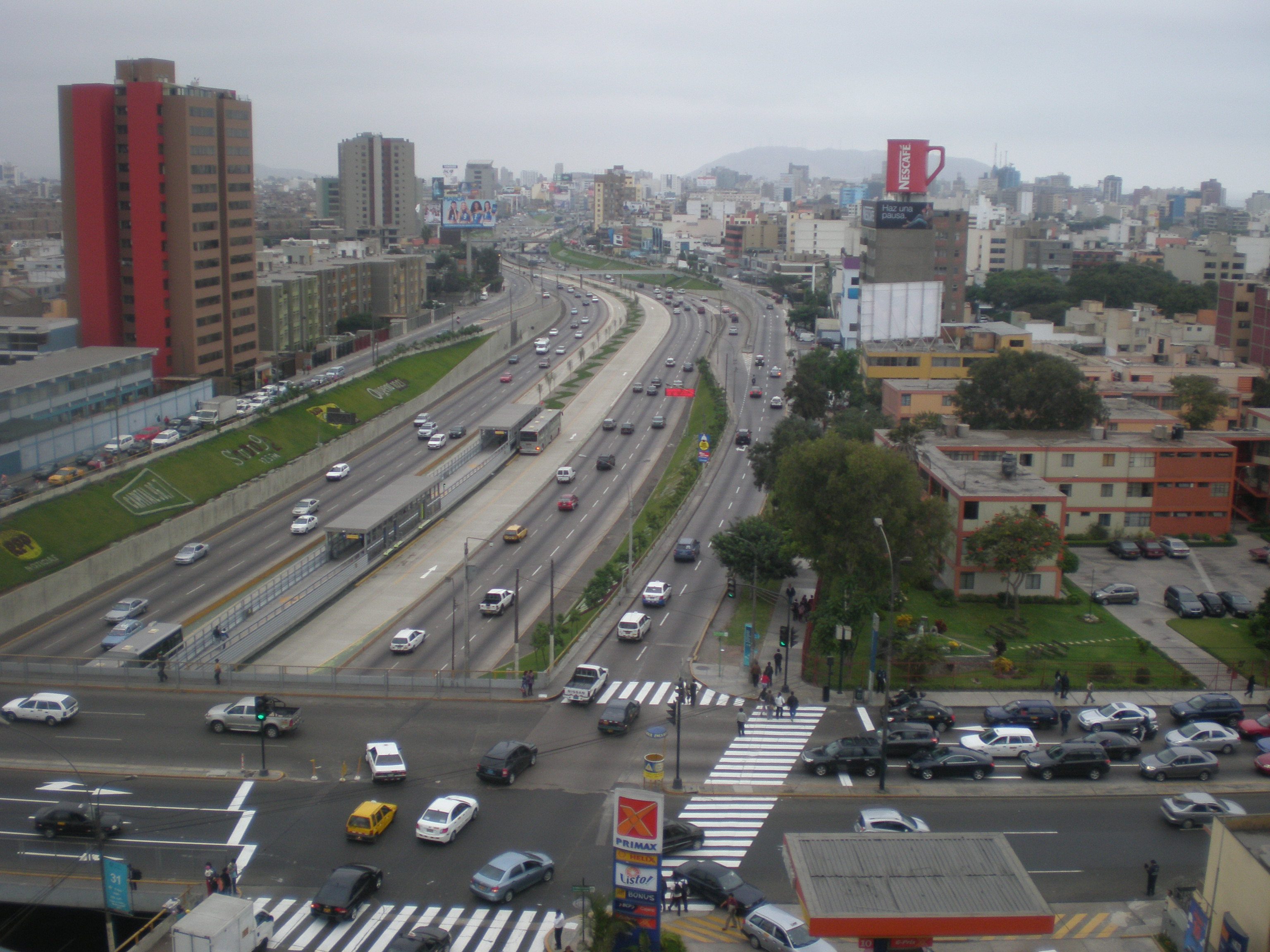
Estación Aramburú en 2011.

El distrito de Surquillo, además de contar con rutas de transporte público regular, cuenta con 4 estaciones del Metropolitano, las cuales son:
- Comunidad Andina-Aramburú: ubicado en el cruce de las avenidas Paseo de la República y Andrés Aramburú, en el límite con los distritos de San Isidro y Miraflores.
- Domingo Orué: ubicado en el cruce de las avenidas Paseo de la República y Domingo Orué, en el límite con el distrito de Miraflores.
- Angamos: ubicado en el cruce de las avenidas Paseo de la República y Angamos Este, en el límite con el distrito de Miraflores.
- Ricardo Palma: ubicado en el cruce de las avenidas Paseo de la República y Ricardo Palma, en el límite con el distrito de Miraflores.

### Red de ciclovías
Surquillo cuenta con varias ciclovías que forman parte de la red de ciclovías de Lima y Callao, distribuidas en ciertos puntos del distrito que recorren algunas avenidas concurridas, entre ellas las avenidas Principal, Manuel Villarán, Andrés Avelino Cáceres, Sergio Bernales, el jirón Luis Valera y Orbegoso, entre otros. Sin embargo, gran parte de las ciclovías se encuentran en mal estado y son de tipo temporales (exceptuando la de Manuel Villarán). Igualmente, hay un déficit de estacionamientos para bicicletas, contando solo con 11 puntos, de los cuales 7 se encuentran en Surquillo Cercado y el resto por la avenidas Angamos Este, Manuel Villarán y la urbanización Barrio Médico. Por otro lado, está en proyecto de ejecución otras ciclovías que conectarían a Surquillo con los demás distritos.

## Seguridad
El distrito de Surquillo suele ser conocido por los índices de casos de delitos ocurridos en el distrito, sobre todo en Surquillo Viejo. En la actualidad, Surquillo figura entre los 10 distritos más seguros de Lima Metropolitana. Cuenta con dos comisarías, las cuales son:

### Comisarías
- Comisaría de Surquillo: Jr. San Diego N.º 401
  - Comisario: PNP Edwin Omar Cabrera Ortiz[55]
- Comisaría San Antonio de Miraflores[56]

Asimismo, Surquillo cuenta con su propio serenazgo, el cual se encarga de brindar seguridad y bienestar entre los vecinos del distrito, así como atender las emergencias de los vecinos.

## Festividades
- Junio: Sagrado Corazón de Jesús (Patrón del distrito de Surquillo)
- Julio (15): Aniversario de Surquillo (Aniversario de la creación del distrito de Surquillo)
- Noviembre: Señor de los milagros de Los Sauces (Protector del distrito de Surquillo)
- Noviembre: Señor de los Milagros de San Atanacio del Pedregal (Protector del distrito de Surquillo)

## Hermanamientos
Surquillo se encuentra hermanado con los siguientes municipios: 
- Distrito de San Isidro (Provincia de Lima, departamento de Lima, Perú)[57]
- Distrito de Santiago de Surco (Provincia de Lima, departamento de Lima, Perú)[58]
- Municipio de Itagüí (Departamento de Antioquia, Colombia)[59]

## Galería

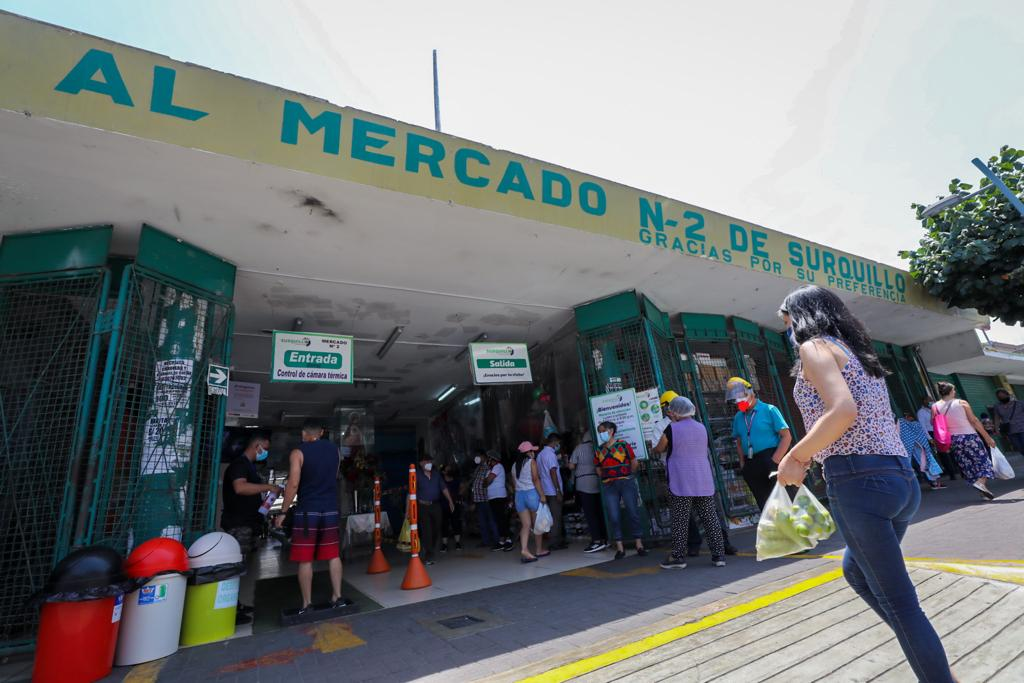
Mercado N°2 de Surquillo
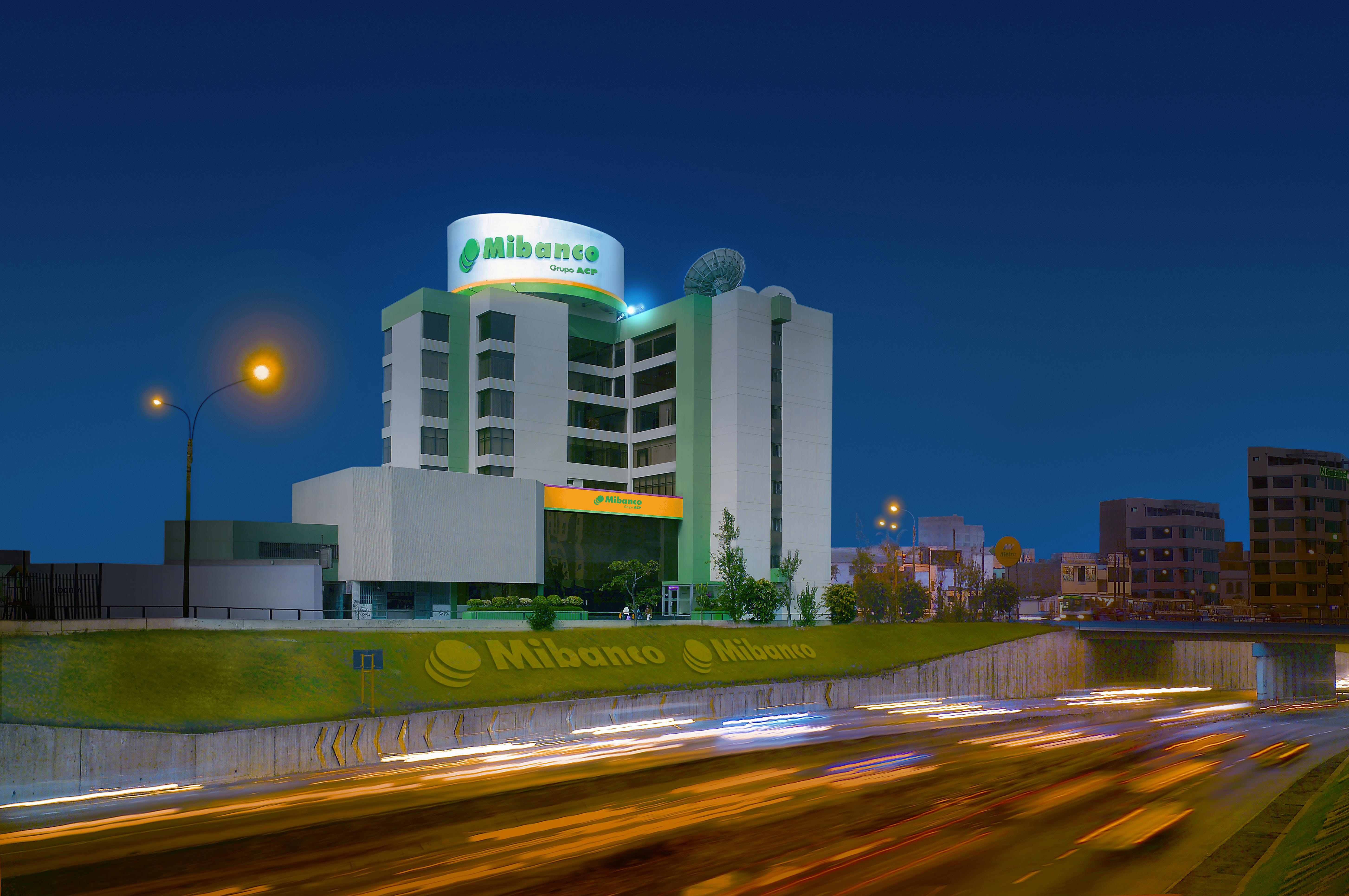
Antigua sede de Mibanco.
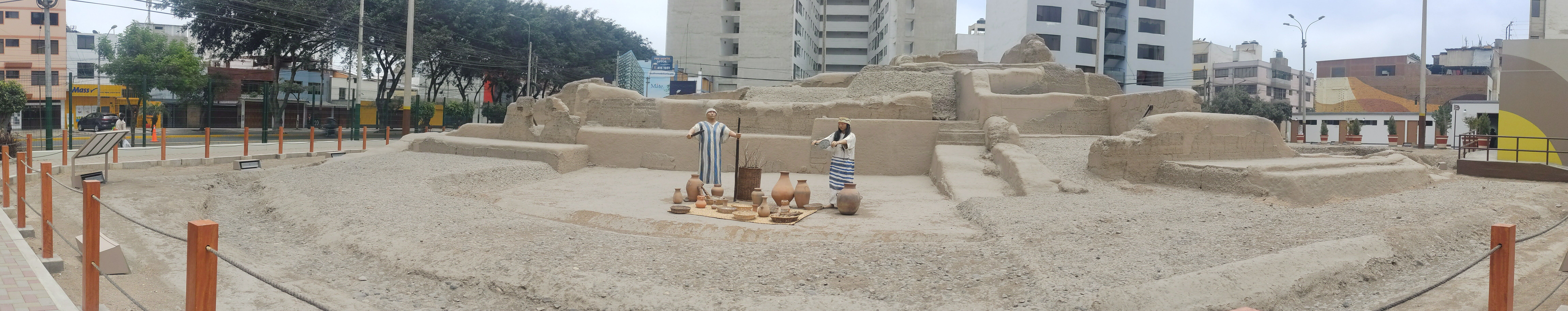
Vista panorámica de la Huaca La Merced.
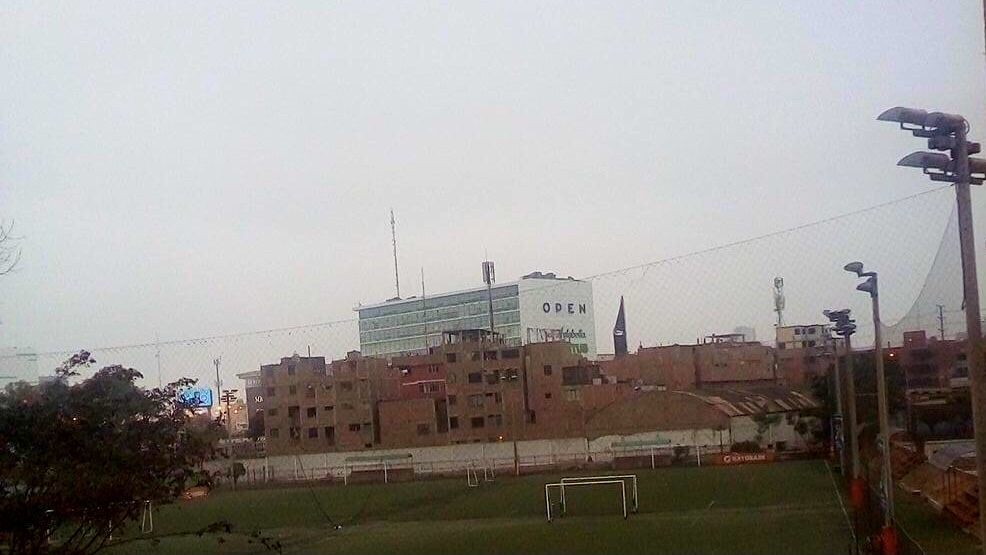
Vista parcial de Open Plaza Angamos, desde el estadio municipal.
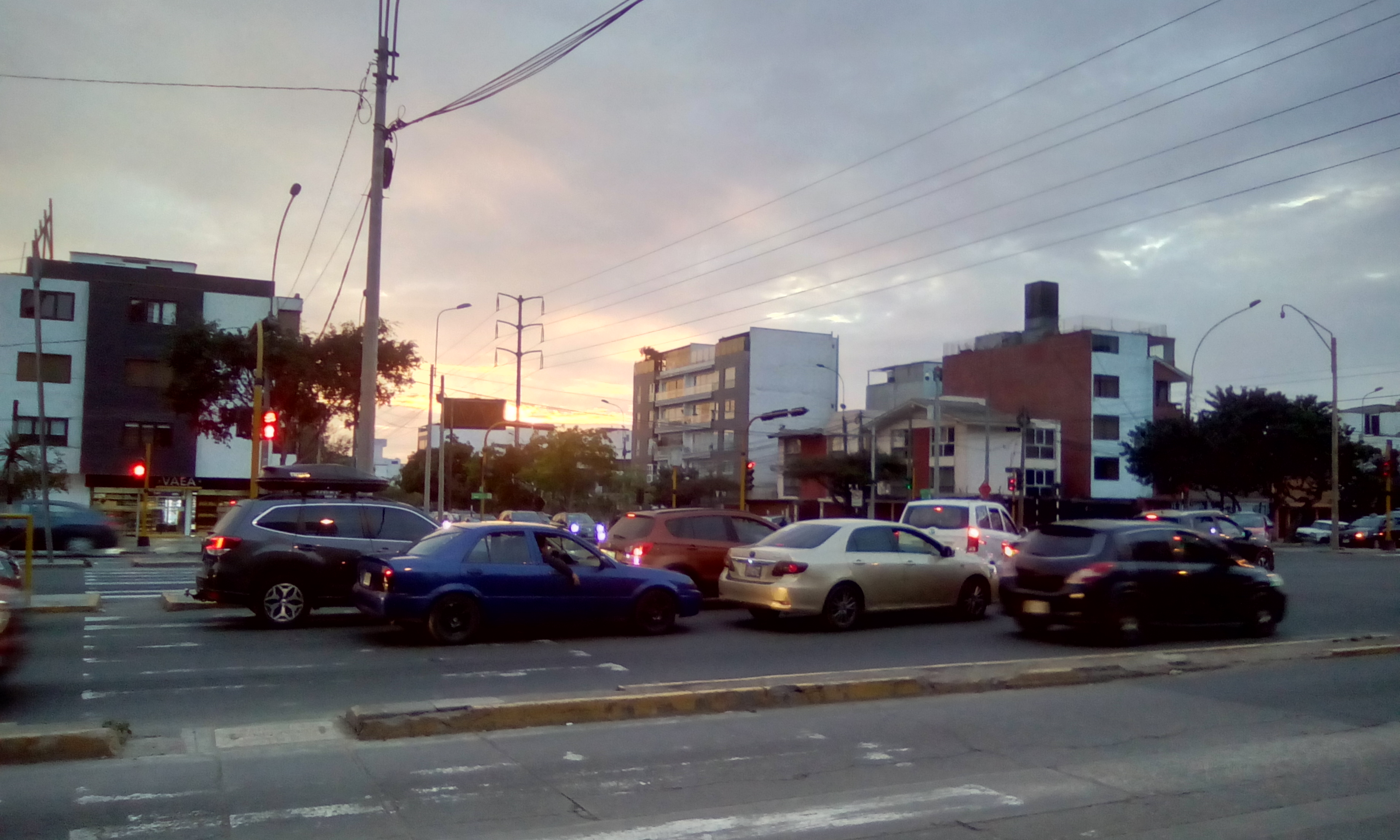
Cruce de las avenidas Tomás Marsano y Villarán.
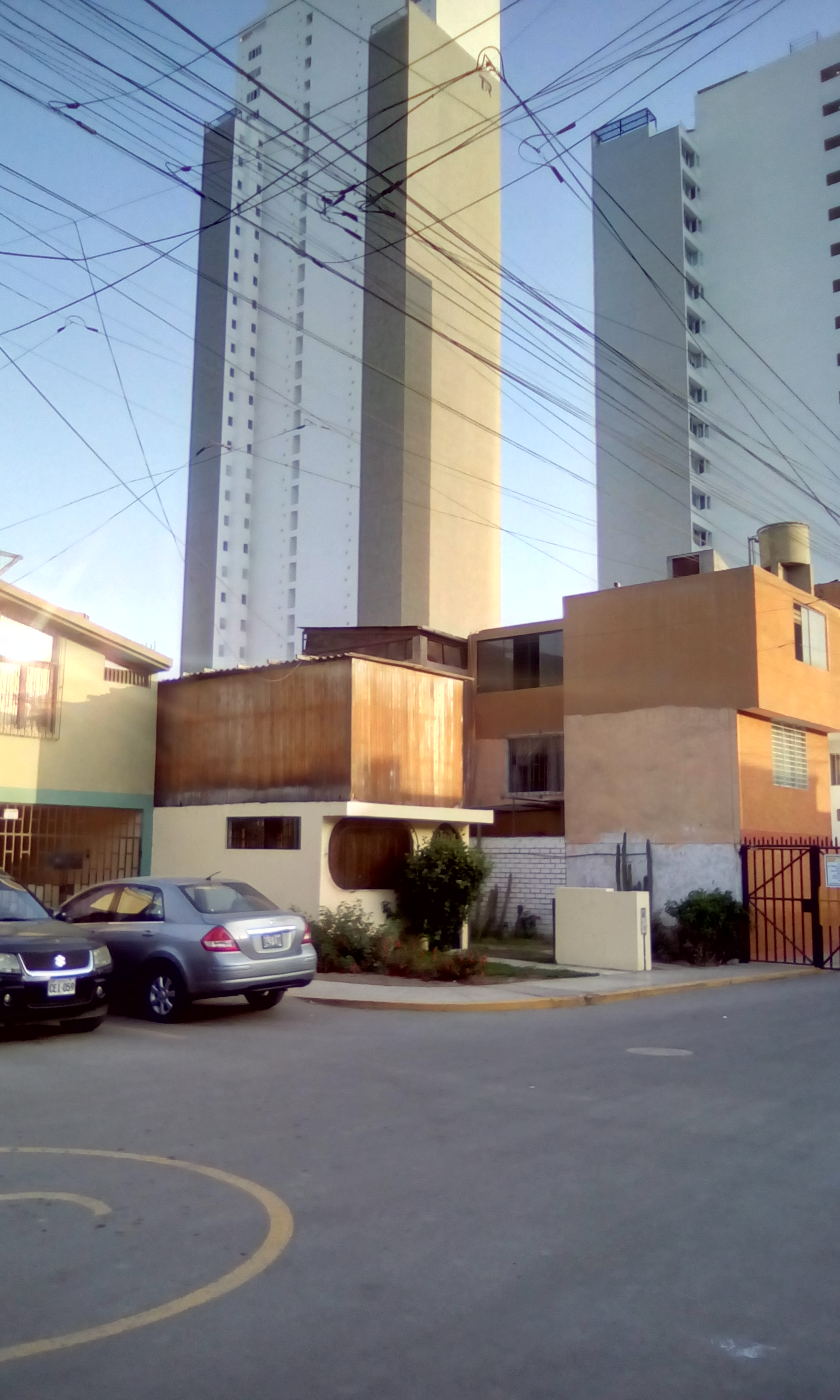
Vista posterior del edificio Morar.